# De Spelbrekers
De Spelbrekers, constituído por Theo Rekkers (24 de abril de 1924 – 20 de abril de 2012) e Huug Kok (19 de fevereiro de 1918 – 27 de outubro de 2011), foi um duo neerlandês conhecido internacionalmente pela sua participação no Festival Eurovisão da Canção 1962. 

## Décadas de 1940 e 1950
Rekkers and Kok conheceram-se durante a Segunda Guerra numa fábrica de munições em  Bremen, Alemanha, quando eles trabalhavam em trabalho forçado.  Eles formaram a banda em 1945, quando a guerra terminou..Começaram a a gravar discos em 1950, e lançaram numerosos durante uma década, o que teve mais sucesso foi  "Oh wat ben je mooi" que atingiu o n.º5 do top neerlandês em 1956..

## Festival Eurovisão da Canção
Em 1962, participaram na pre-seleção holandesa, com a canção "Katinka", tendo vencido e deu-lhes a possibilidade de participar no Festival Eurovisão da Canção 1962, que teve lugar no Luxemburgo em 18 de março desse ano.A canção "Katinka" foi uma das quatro canções ( as outras foran as da Bélgica, Áustria e Espanha que não conseguiram obter qualquer ponto. Foi a primeira vez em que surgiram canções sem qualquer ponto.Apesar disso, a canção foi um sucesso nos Países Baixos e foi considerada como umas canções  mais bem lembradas e reconhecidas pelos holandeses (entre as canções neerlandesas no Festival Eurovisão da Canção).

## Later career
A dupla nunca mais conseguiu recuperar o sucesso de "Oh wat ben je mooi" e "Katinka", e depois de anos de lançamento de singles sem obter o sucesso e vendo o  o interesse do público por eles em declínio, eles decidiram em meados de 1970 mudar-se para gestão de música, os seus clientes incluíram  André van Duin, Ben Cramer e Saskia & Serge.